# NGC 6631
NGC 6631 (другое обозначение — OCL 59) — рассеянное скопление в созвездии Щит.
Этот объект входит в число перечисленных в оригинальной редакции «Нового общего каталога».